# Rüchenbach

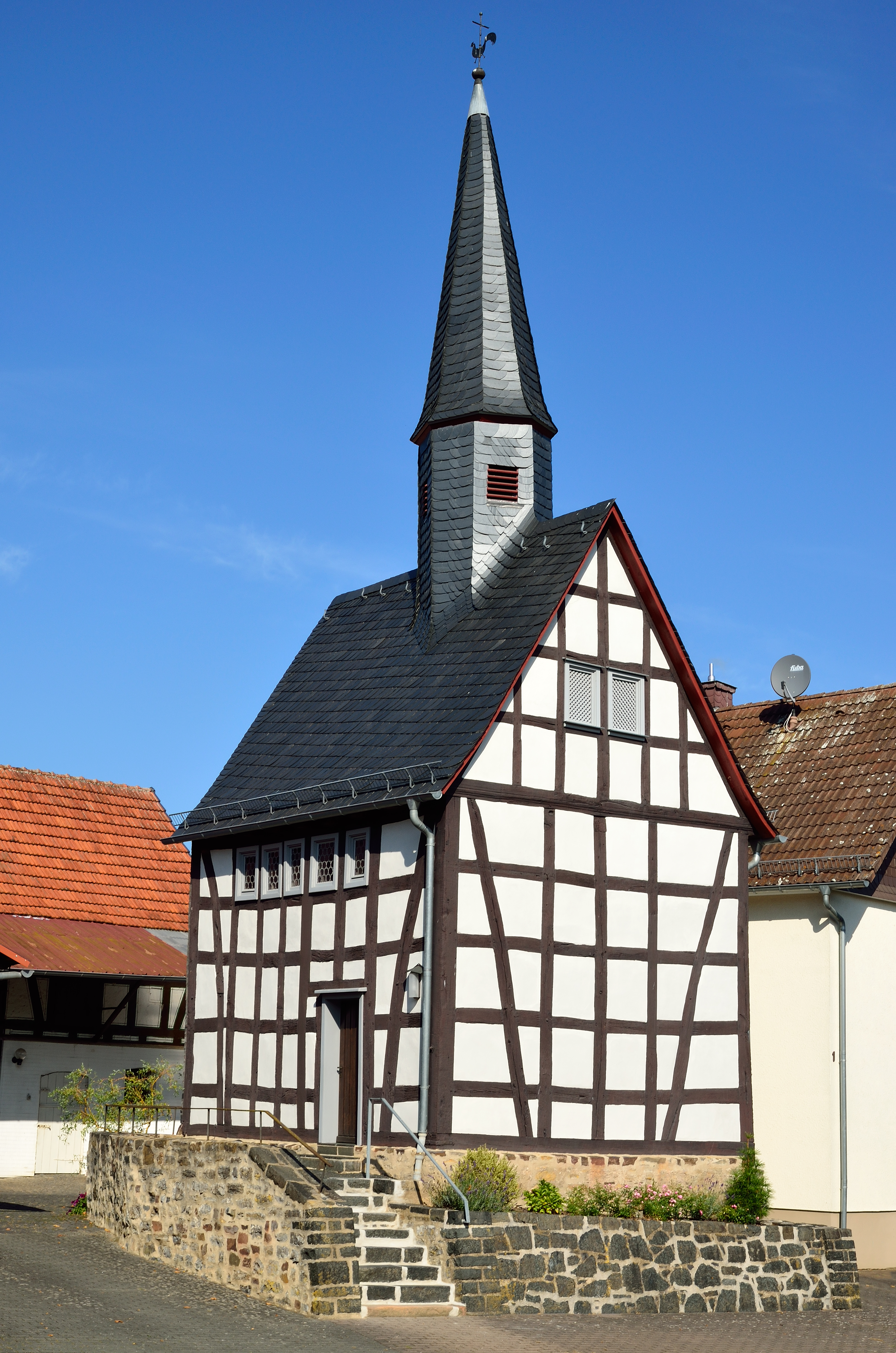
Kirche

Rüchenbach ist ein Dorf im Südosten des Hessischen Hinterlandes und als solches ein Stadtteil der Stadt Gladenbach im mittelhessischen Landkreis Marburg-Biedenkopf. Rüchenbach ist mit einer urkundlichen Ersterwähnung zwischen 750 und 779 der älteste Ort im Hessischen Hinterland.

## Geographie
Der Ort liegt im Gladenbacher Bergland und damit im Naturpark Lahn-Dill-Bergland im Tal der Allna. Der Hauptort Gladenbach liegt im Westen. Bis zur Neugliederung gehörte der Ort zum Landkreis Biedenkopf. Am südlichen Ortsrand führt die Bundesstraße 255 vorbei. Der Rüchenbach wird verrohrt durch den Ort geleitet.

## Geschichte

### Ortsgeschichte
Die älteste bekannte schriftliche Erwähnung von Rüchenbach erfolgte unter dem Namen Rudingesbach im Codex Eberhardi der Reichsabtei Fulda und wird in die Zeit 750–779 datiert.
Im 15. Jahrhundert wurde in der Ortsmitte eine Fachwerkkirche errichtet, die mehrfach renoviert wurde.
Die Statistisch-topographisch-historische Beschreibung des Großherzogthums Hessen berichtet 1830 über Rüchenbach:

„Rüchenbach (L. Bez. Gladenbach) evangel. Filialdorf; liegt 1⁄2 St. von Gladenbach, hat 19 Häuser und 123 evanlische Einwohner, die wohlhabend sind, und sich nur auf Ackerbau und Viehzucht beschränken.“

Hessische Gebietsreform (1970–1977)
Zum 1. Juli 1974 erfolgte im Zuge der Gebietsreform in Hessen durch Landesgesetz der Zusammenschluss der Stadt Gladenbach mit den Gemeinden Bellnhausen, Diedenshausen, Erdhausen, Friebertshausen, Frohnhausen b. Gladenbach, Kehlnbach, Mornshausen a. S., Rachelshausen, Römershausen, Rüchenbach, Sinkershausen, Weidenhausen und Weitershausen zu heutigen Stadt Gladenbach. Für alle ehemals eigenständigen Gemeinden und die Kernstadt Gladenbach wurden Ortsbezirke mit Ortsbeirat und Ortsvorsteher nach der Hessischen Gemeindeordnung gebildet.

### Verwaltungsgeschichte im Überblick
Die folgende Liste zeigt die Staaten und Verwaltungseinheiten, denen Rüchenbach angehört(e):
- vor 1567: Heiliges Römisches Reich, Landgrafschaft Hessen, Amt Blankenstein, Untergericht Gladenbach
- ab 1567: Heiliges Römisches Reich, Landgrafschaft Hessen-Marburg, Amt Blankenstein, Untergericht Gladenbach[9]
- 1604–1648: strittig zwischen Hessen-Kassel und Hessen-Darmstadt (Hessenkrieg)
- ab 1604: Heiliges Römisches Reich, Landgrafschaft Hessen-Kassel, Amt Blankenstein
- ab 1627: Heiliges Römisches Reich, Landgrafschaft Hessen-Darmstadt, Oberfürstentum Hessen, Amt Blankenstein, Untergericht Gladenbach[10][11]
- ab 1806: Großherzogtum Hessen,[Anm. 2] Fürstentum Oberhessen, Amt Blankenstein, Land- und Rügengericht[12]
- ab 1815: Großherzogtum Hessen, Provinz Oberhessen, Amt Blankenstein
- ab 1821: Großherzogtum Hessen, Provinz Oberhessen, Landratsbezirk Gladenbach[Anm. 3]
- ab 1832: Großherzogtum Hessen, Provinz Oberhessen, Kreis Biedenkopf
- ab 1848: Großherzogtum Hessen, Regierungsbezirk Biedenkopf
- ab 1852: Deutscher Bund, Großherzogtum Hessen, Provinz Oberhessen, Kreis Biedenkopf
- ab 1867: Norddeutscher Bund[Anm. 4], Königreich Preußen,[Anm. 5] Provinz Hessen-Nassau,  Regierungsbezirk Wiesbaden, Kreis Biedenkopf (übergangsweise Hinterlandkreis)[11]
- ab 1871: Deutsches Reich, Königreich Preußen, Provinz Hessen-Nassau, Regierungsbezirk Wiesbaden, Kreis Biedenkopf
- ab 1918: Deutsches Reich (Weimarer Republik), Freistaat Preußen, Provinz Hessen-Nassau, Regierungsbezirk Wiesbaden, Kreis Biedenkopf
- ab 1932: Deutsches Reich, Freistaat Preußen, Provinz Hessen-Nassau, Regierungsbezirk Wiesbaden, Landkreis Dillenburg
- ab 1933: Deutsches Reich, Freistaat Preußen, Provinz Hessen-Nassau, Regierungsbezirk Wiesbaden, Landkreis Biedenkopf
- ab 1944: Deutsches Reich, Freistaat Preußen, Provinz Nassau, Landkreis Biedenkopf
- ab 1945: Amerikanische Besatzungszone,[Anm. 6] Groß-Hessen, Regierungsbezirk Wiesbaden, Landkreis Biedenkopf
- ab 1946: Amerikanische Besatzungszone, Hessen, Regierungsbezirk Wiesbaden, Landkreis Biedenkopf
- ab 1949: Bundesrepublik Deutschland, Hessen, Regierungsbezirk Wiesbaden, Landkreis Biedenkopf
- ab 1968: Bundesrepublik Deutschland, Hessen, Regierungsbezirk Darmstadt, Kreis Biedenkopf
- ab 1974: Bundesrepublik Deutschland, Hessen, Regierungsbezirk Kassel, Landkreis Marburg-Biedenkopf, Gemeinde Gladenbach[Anm. 7]
- ab 1981: Bundesrepublik Deutschland, Hessen, Regierungsbezirk Gießen, Landkreis Marburg-Biedenkopf, Gemeinde Gladenbach

### Gerichte seit 1821
Die Rechtsprechung gibt im Jahr 1821 im Rahmen der Trennung von Justiz und Verwaltung auf die neu geschaffenen Landgerichte über. „Landgericht Gladenbach“ war daher von 1821 bis zur Abtretung an Preußen im Jahr 1866 die Bezeichnung für das erstinstanzliche Gericht in Gladenbach. Für die Provinz Oberhessen wurde das Hofgericht Gießen als Gericht der zweiten Instanz eingerichtet. Übergeordnet war das Oberappellationsgericht Darmstadt.
Nach der Abtretung des Kreises Biedenkopf an Preußen infolge des Friedensvertrags vom 3. September 1866 zwischen dem Großherzogtum Hessen und dem Königreich Preußen wurde der Landgerichtsbezirk Gladenbach preußisch. Im Juni 1867 erging eine königliche Verordnung, die die Gerichtsverfassung im vormaligen Herzogtum Nassau und den vormals zum Großherzogtum Hessen gehörenden Gebietsteilen neu ordnete. Die bisherigen Gerichtsbehörden sollten aufgehoben und durch Amtsgerichte in erster, Kreisgerichte in zweiter und ein Appellationsgericht in dritter Instanz ersetzt werden. Im Zuge dessen erfolgte am 1. September 1867 die Umbenennung des bisherigen Landgerichts in Amtsgericht Gladenbach. Die Gerichte der übergeordneten Instanzen waren das Kreisgericht Dillenburg und das Appellationsgericht Wiesbaden.
Vom 1. Oktober 1944 bis 1. Januar 1949 gehörte das Amtsgericht Gladenbach zum Landgerichtsbezirk Limburg, danach aber wieder zum Landgerichtsbezirk Marburg. Am 1. Juli 1968 erfolgte die Aufhebung des Amtsgerichts Gladenbach, welches fortan nur noch als Zweigstelle des Amtsgerichts Biedenkopf fungierte. Am 1. November 2003 wurde diese Zweigstelle schließlich aufgelöst.

### Einwohnerentwicklung

#### Einwohnerstruktur
Nach den Erhebungen des Zensus 2011 lebten am Stichtag dem 9. Mai 2011 in Rüchenbach 222 Einwohner. Darunter waren 3 (= 1,4 %) Ausländer.
Nach dem Lebensalter waren 45 Einwohner unter 18 Jahren, 84 zwischen 18 und 49, 51 zwischen 50 und 64 und 42 Einwohner waren älter.
Die Einwohner lebten in 87 Haushalten. Davon waren 15 Singlehaushalte, 247 Paare ohne Kinder und 36 Paare mit Kindern, sowie 9 Alleinerziehende und 3 Wohngemeinschaften. In 18 Haushalten lebten ausschließlich Senioren/-innen und in 72 Haushaltungen leben keine Senioren/-innen.

#### Einwohnerzahlen
| Quelle: | Historisches Ortslexikon                                              |
| • 1502: | 010 Männer                                                            |
| • 1577: | 011 Hausgesesse                                                       |
| • 1630: | 014 Untertanen (4 zweispännige, 6 einspännige Ackerleute, 4 sonstige) |
| • 1742: | 002 Haushalte                                                         |
| • 1791: | 113 Einwohner                                                         |
| • 1800: | 119 Einwohner                                                         |
| • 1806: | 109 Einwohner, 18 Häuser                                              |
| • 1829: | 123 Einwohner, 19 Häuser                                              |

| Rüchenbach: Einwohnerzahlen von 1791 bis 2020 | Rüchenbach: Einwohnerzahlen von 1791 bis 2020 | Rüchenbach: Einwohnerzahlen von 1791 bis 2020 | Rüchenbach: Einwohnerzahlen von 1791 bis 2020 | Rüchenbach: Einwohnerzahlen von 1791 bis 2020 |
| --- | --------------------------------------------- | --------------------------------------------- | --------------------------------------------- | --------------------------------------------- |
| Jahr |                                               |                                               |                                               | Einwohner                                     |
| 1791 | 1791                                          |                                               | 113                                           | 113                                           |
| 1800 | 1800                                          |                                               | 119                                           | 119                                           |
| 1806 | 1806                                          |                                               | 109                                           | 109                                           |
| 1829 | 1829                                          |                                               | 123                                           | 123                                           |
| 1834 | 1834                                          |                                               | 139                                           | 139                                           |
| 1840 | 1840                                          |                                               | 161                                           | 161                                           |
| 1846 | 1846                                          |                                               | 147                                           | 147                                           |
| 1852 | 1852                                          |                                               | 147                                           | 147                                           |
| 1858 | 1858                                          |                                               | 141                                           | 141                                           |
| 1864 | 1864                                          |                                               | 134                                           | 134                                           |
| 1871 | 1871                                          |                                               | 146                                           | 146                                           |
| 1875 | 1875                                          |                                               | 126                                           | 126                                           |
| 1885 | 1885                                          |                                               | 156                                           | 156                                           |
| 1895 | 1895                                          |                                               | 147                                           | 147                                           |
| 1905 | 1905                                          |                                               | 161                                           | 161                                           |
| 1910 | 1910                                          |                                               | 158                                           | 158                                           |
| 1925 | 1925                                          |                                               | 175                                           | 175                                           |
| 1939 | 1939                                          |                                               | 154                                           | 154                                           |
| 1946 | 1946                                          |                                               | 251                                           | 251                                           |
| 1950 | 1950                                          |                                               | 245                                           | 245                                           |
| 1956 | 1956                                          |                                               | 210                                           | 210                                           |
| 1961 | 1961                                          |                                               | 185                                           | 185                                           |
| 1967 | 1967                                          |                                               | 178                                           | 178                                           |
| 1980 | 1980                                          |                                               | ?                                             | ?                                             |
| 1990 | 1990                                          |                                               | ?                                             | ?                                             |
| 2000 | 2000                                          |                                               | 250                                           | 250                                           |
| 2006 | 2006                                          |                                               | 217                                           | 217                                           |
| 2011 | 2011                                          |                                               | 222                                           | 222                                           |
| 2015 | 2015                                          |                                               | 215                                           | 215                                           |
| 2020 | 2020                                          |                                               | 194                                           | 194                                           |
| Datenquelle: Historisches Gemeindeverzeichnis für Hessen: Die Bevölkerung der Gemeinden 1834 bis 1967. Wiesbaden: Hessisches Statistisches Landesamt, 1968. Weitere Quellen: LAGIS:; Ab 2000 Stadt Gladenbach (webarchiv); Zensus 2011 |                                               |                                               |                                               |                                               |

#### Religionszugehörigkeit
| Quelle: | Historisches Ortslexikon                                                  |
| • 1829: | 123 evangelische (= 100 %) Einwohner                                      |
| • 1885: | 152 evangelische (= 100 %) Einwohner                                      |
| • 1961: | 171 evangelische (= 92,43 %), 14 römisch-katholische (= 7,57 %) Einwohner |

#### Erwerbstätigkeit
| • 1867: | Erwerbspersonen: 83 Landwirtschaft, 5 Gewerbe und Industrie, 1 Erziehung und Unterricht.                                          |
| • 1961: | Erwerbspersonen: 59 Land- und Forstwirtschaft, 35 produzierendes Gewerbe, 4 Handel und Verkehr, 7 Dienstleistungen und sonstiges. |

## Persönlichkeiten
- Johann Jost Becker (1766–1833), Politiker, Abgeordneter und Schultheiß
- Robert Fischbach (* 1944), Politiker